# Boarmia nigrifumata
Boarmia nigrifumata är en fjärilsart som beskrevs av W. Warren 1901. Boarmia nigrifumata ingår i släktet Boarmia och familjen mätare. Inga underarter finns listade i Catalogue of Life.